# Månsten
Månsten eller adular är en ädelsten som är opaliserande blåvit till färgen och brukar slipas till runda former. Månsten är en form av fältspatmineralet ortoklas. Namnet kommer från det blåaktiga skimret i stenen. Skimret är en irisering, som orsakas av en lamellstruktur i halvtransparenta skikt i mineralet.

## Förekomst
Fyndorter: Australien, Brasilien, Indien, Madagaskar, Myanmar, Sri Lanka, Tanzania, USA

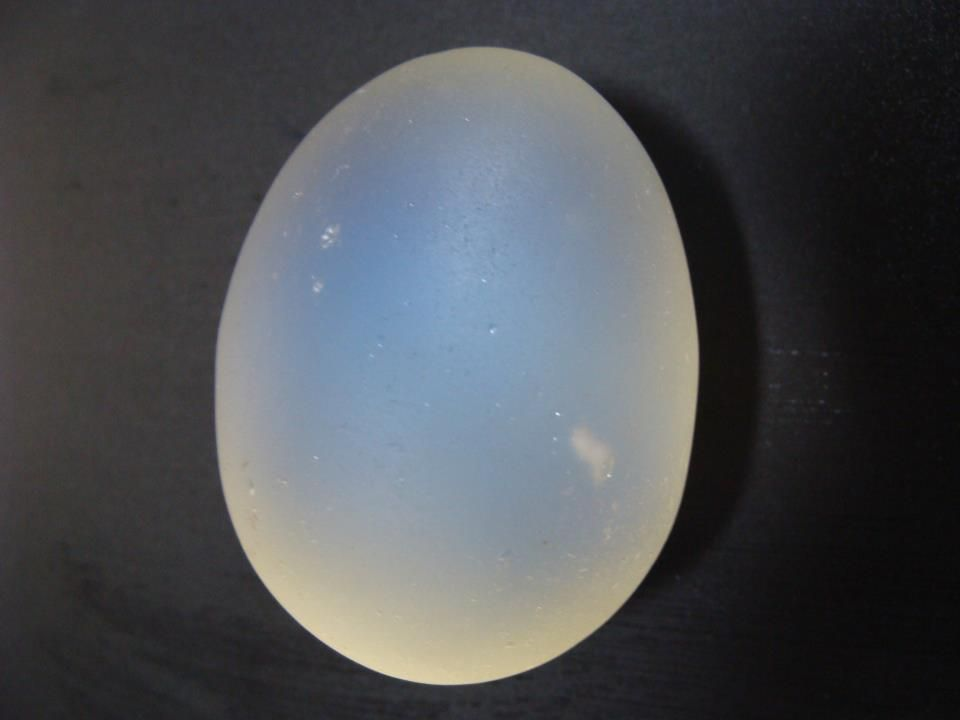
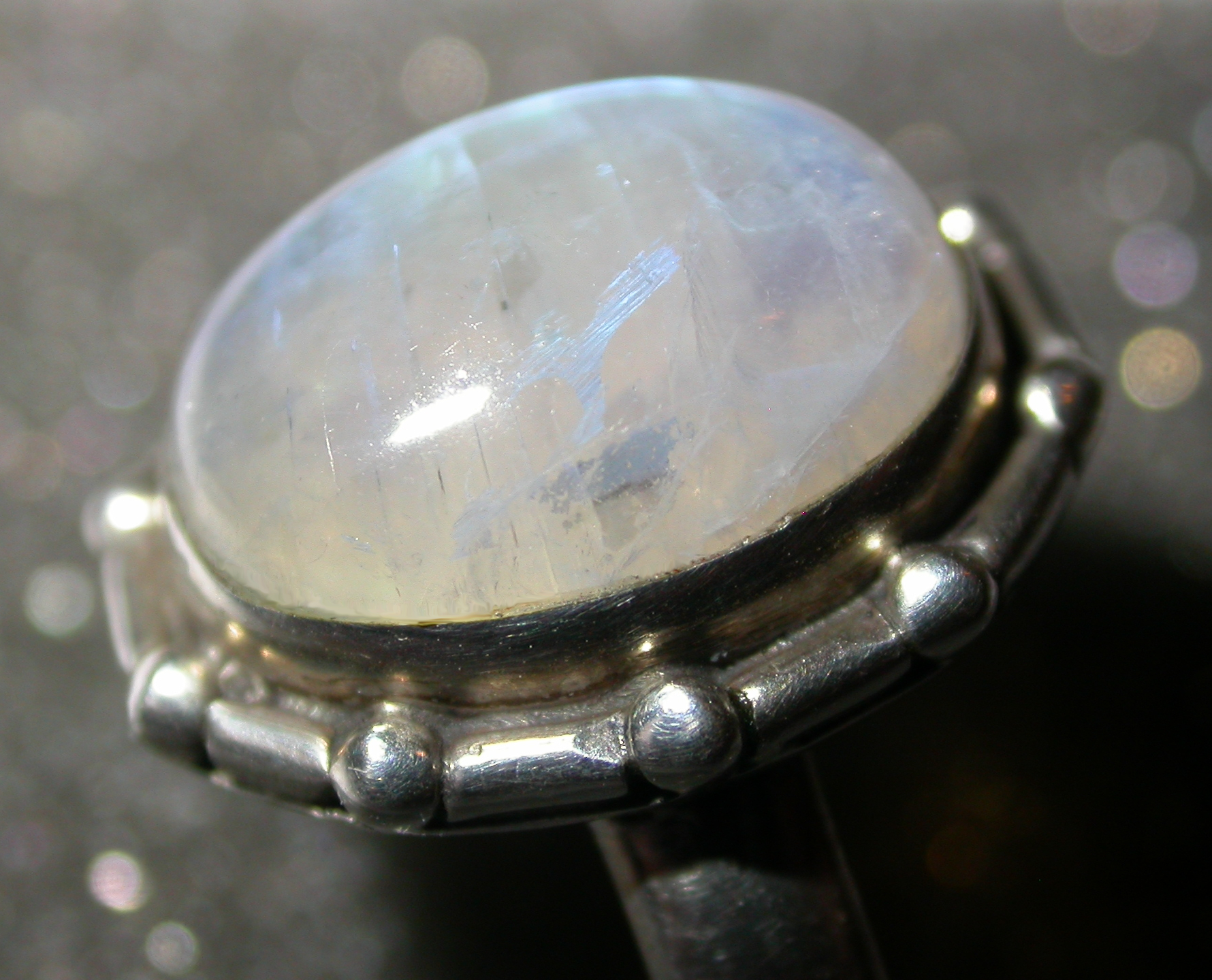